# 정화 (명나라)
정화(중국어 간체자: 郑和, 정체자: 鄭和, 병음: Zhèng Hé 정허[*], 1371년 ~ 1434년, 본명: 마삼보(馬三寶))는 중국 명나라 왕조 시대의 장군(將軍)이자 환관, 무관(武官), 제독(提督), 전략가, 탐험가, 외교관, 정치인이다. 영락제(永樂帝)의 심복으로 영락제의 명령에 따라 남해에 일곱 차례의 대원정을 떠난 것으로 유명하다. 원래 성씨는 이슬람의 예언자 무함마드의 중국식 한자인 마(馬)씨인데, 이는 중국 전통시대 이슬람교 신자들이 마씨를 성으로 삼은 풍습에서 유래한다. 이름은 삼보(三保)였다. 환관의 최고위직인 태감(太監)이 되었기에 중국에서는 삼보태감(三保太監 혹은 三寶太監)이란 이름으로 알려져 있다.
정화의 함대는 동남아시아, 인도를 거쳐 아라비아 반도, 아프리카까지 항해하였고, 가장 멀리까지 도달한 지점은 아프리카 동해안의 말린디(현재의 케냐 말린디)였다. 그가 지휘한 함대에서 가장 큰 배인 보선(寶船)은 전체 길이가 120m가 넘는 대형 선박이었다고 한다.

## 생애
마삼보(馬三保)는 마합지(馬哈只)의 아들로 운남성(雲南省) 곤양(昆陽)의 무슬림(이슬람 교도) 가정에서 태어났다. 성씨인 마 씨는 예언자 무함마드의 후손이라는 것을 나타내는 것이고, 아버지의 이름 합지도 이슬람교의 성지 메카를 순례한 사람에게 붙이는 존칭인 하지에서 유래되었다. 선조는 칭기스칸의 중앙아시아 원정 때 몽골에 귀순하여 원나라 세조(世祖) 쿠빌라이 때 운남성 개발에 노력했던 색목인 정치인 사이드 아잘 샴스앗딘이었다. 정화가 이슬람교도 출신이었던 것은 나중에 영락제가 대원정을 준비할 때 그 지휘관으로 정화를 염두에 둔 이유 중 하나가 되었다.
주원장(朱元璋)이 명나라를 건국한 후 원나라의 세력하에 있던 운남성을 공격할 때, 소년 정화는 붙잡혀 거세된 뒤 환관이 되어 당시 연왕(燕王) 주체(朱棣)에게 헌상되었다. 명태조 주원장 사후 영락제가 제위를 찬탈한 정난의 변(靖難의 變) 때 정화는 공적을 세워, 영락제로부터 정(鄭) 씨란 성을 하사받고 환관의 최고위직인 태감이 되었다.

## 원정

### 남해 원정
정화는 영락제 명령을 따라 남쪽 바다 대원정을 준비하여 1405년 6월 제1차 원정을 떠났다. 명사(明史)에 따르면, 전체 길이가 44장(丈; 약 137m), 폭 18장(약 56m)에 이르는 대형 선박을 포함한 함선 62척에 총승무원 27,800명이 탑승했다. 큰 배는 약 8천톤 규모 정도였다고 한다. 훗날 바스코 다 가마의 함대가 120톤급 3척에 총 승무원 170명이었고, 지구 한 바퀴 원정을 기획했던 콜럼버스의 함대도 250톤급 3척, 승무원 88명이었던 것에 비교하면 초거대 규모의 함대였다.

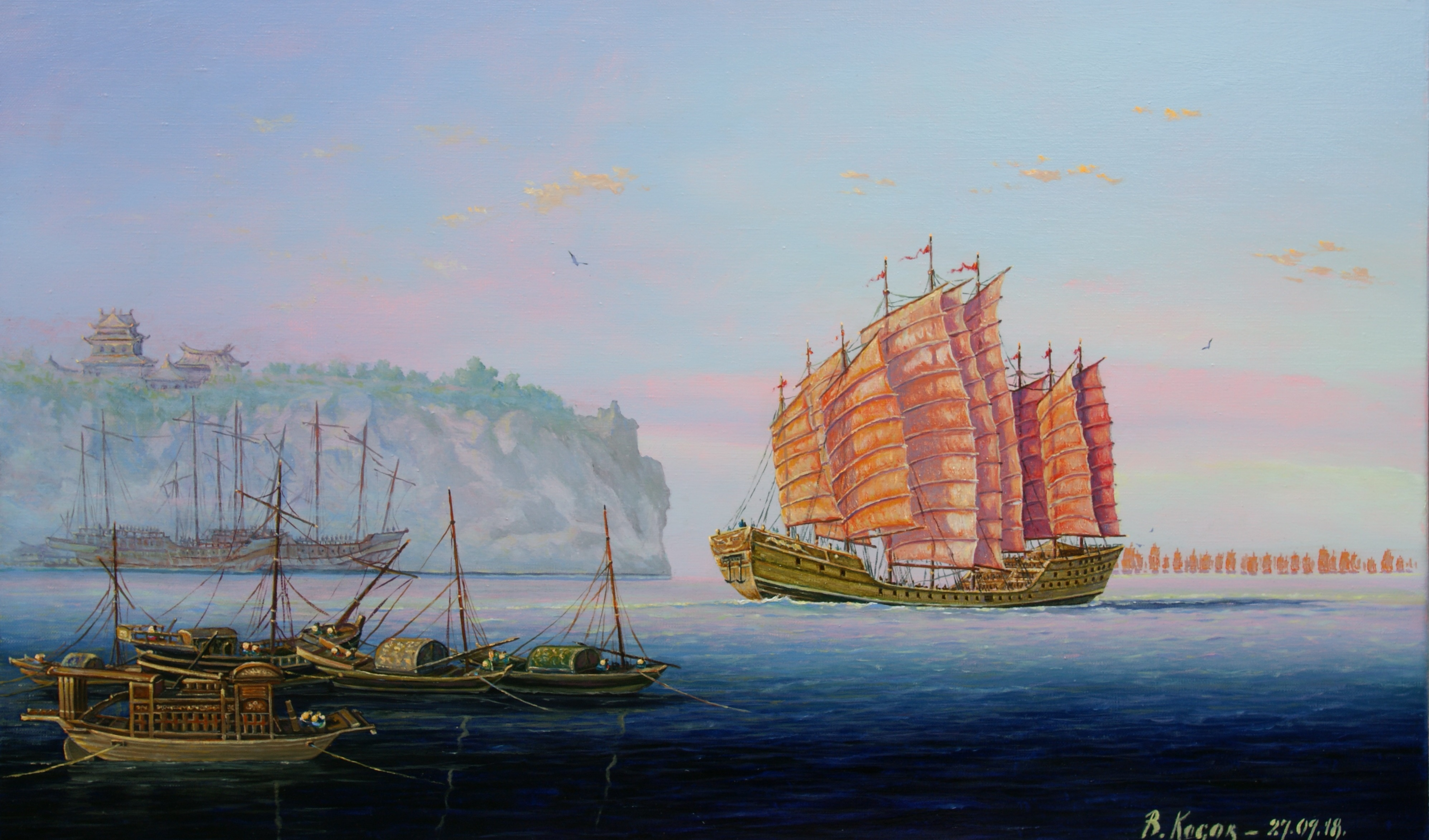
정화 재무부선.

소주(蘇州)에서 출발한 함대는 참파(지금의 베트남 중부)와 수마트라를 거쳐 팔렘방, 말라카, 실론(지금의 스리랑카) 등의 항로를 거쳐 1406년 인도 캘리컷(Calicut, 지금의 코지코드)에 도달했다. 함대의 목적은 항해하여 도착하는 나라에 대하여 명나라에게 조공을 요구하는 일과 남방 지역의 문물 등을 가지고 돌아오는 일이었다. 말라카 해협의 해적 진조의(陳祖義)라는 중국인을 붙잡아 일시 귀국하였다. 이 항해를 통해 명나라와 교류가 없던 동남아시아의 여러 나라가 차례로 명나라에 조공을 바치게 되었다.
1407년 9월 귀국한 정화는 얼마 뒤 재출발 명령을 받아 연말에 제2차 원정을 떠나게 되었다. 항로는 전과 같았지만 이번에는 시암(태국)과 자바 섬 등을 거쳐 캘리컷에 도착했다. 귀환 중 스리랑카 섬의 갈에 중국어, 타밀어(현지어), 페르시아어(당시 국제어) 등 3개 국어로 쓰여진 비석을 세웠다.
1409년 여름에 돌아온 정화는 다시 출발 명령을 받고 연말에 제3차 원정을 떠났다. 이번에도 캘리컷에 도달하고 돌아오던 중 스리랑카 섬의 현지 왕이 정화의 배에 실려 있던 보물을 강탈하기 위해 공격했다. 정화가 반격하여 그 왕과 그 가족을 포로로 잡아 1411년 7월에 귀국했다.
3차례 대원정은 거의 같은 항로를 유지했지만, 4번째 원정은 약간 시간을 두어 1413년 겨울에 출발했다. 이번에는 좀 더 서쪽으로 나아갈 생각으로 준비가 더 필요했던 것이다. 캘리컷에 도달한 후 서쪽으로 항해를 계속해 페르시아 만의 호르무즈와 아라비아 반도 남쪽의 아덴에 도달했다. 귀환 중 수마트라 현지 국왕의 요청을 받아 병사를 움직여 반역자를 토벌하고 1415년 7월에 귀국했다.
5번째 원정은 1417년 겨울에 출발해 본대는 4번째 원정처럼 아덴까지 도달했으나, 도중에 나뉜 분대는 아프리카 대륙 동쪽 해안의 말린디에까지 도달했다고 전해진다. 1419년 8월에 귀국할 때 사자, 표범, 얼룩말, 코뿔소 등 진귀한 동물을 데리고 돌아왔다.
6번째 원정은 2년 후인 1421년 2월에 있었으나, 이번에는 지금까지와는 달리 조공을 바쳤던 각국의 사절을 돌려보내기 위한 것이 임무였다. 항로는 동일했고, 1422년 8월에 귀국하였다.
7번째 원정은 영락제의 사후 그의 손자 선덕제(宣德帝)의 명령에 의한 것이었다. 1431년 12월에 출발하였는데, 이때 정화는 나이가 많아 지휘관직을 거절하려 했으나 그를 대신할 인재가 없었다. 이번 항해 때 분대는 메카에까지 이르렀다고 한다. 1433년 7월에 귀국하였지만 얼마 후 정화는 병으로 죽고 말았다.
정화의 사후 명나라는 다시 쇄국정책으로 전환하여 이후 원정은 이루어지지 않았다. 성화제(成化帝) 때 다시 대항해에 대한 목소리가 나왔으나 항해에 쓰이는 막대한 비용과 유교적 성격을 지닌 관료의 반대에 부딪혀 물거품이 되었다. 이 대항해에 대한 기록은 제4차 원정과 제7차 원정 때 동행했던 마환(馬歡)의 《영애승람》(瀛涯勝覽)과 비신(費信)의 《성차승람》(星槎勝覽), 공진(鞏珍)의 《서양번국지》(西洋番國志) 등의 견문지가 현재까지 남아 있어, 그 시대 동남아시아에 대한 매우 귀중한 자료로 쓰이게 되었다. 그러나 이것은 민간의 것이었고, 정화의 공식 기록은 다시 대항해를 시작하는 것을 두려워한 관료들이 감추어 찾지 못하고 있다.

### 대원정을 한 이유
영락제가 막대한 비용이 드는 대원정을 기획한 것에 대해서는 몇 가지 설이 있었다.
- 정난의 변 때, 남경(南京)에서 탈출하여 실종된 건문제가 남해로 도망치지 않았을까 하는 이유로 그 탐색을 위해 시작한 설[4]
- 서쪽의 티무르 왕조의 성장을 두려워 한 영락제가 티무르 제국의 주변 세력과 동맹을 맺고 협공을 하기 위한 설
- 예전 주원장이 명나라 건국 시 멸망시킨 진우량(陳友諒) 휘하에 있던 수군 세력이 반항할 것을 두려워해 이들을 남해원정에 포함시켰다는 설 등이 있다.

첫 번째 설은 믿지 못할 이야기는 아니지만 주목적에 대해서는 의문점이 있다. 두 번째 설은 티무르가 제1차 원정이 시작한 해에 죽었기 때문에 믿을 수가 없다. 세 번째 설은 주원장이 진우량을 격파한 시기가 너무 오래되었기에 납득할 수는 없다. 달리 생각할 만한 이유로는 찬탈이란 수단을 이용하여 즉위한 영락제가 국내의 불만을 불식시키기 위해 타국의 조공을 많이 받아 유교적 성왕이란 모습을 연출하여 스스로 계승의 정당성을 정당화하기 위해 시작한 일일 수도 있다.
그러나 이러한 정치적인 이유도 있지만 중국 함대가 남중국해와 인도양에 이르는 해상패권을 수립하는 것으로 여러 나라의 조공을 촉구하여 궁정에서 사용하는 해외의 사치품을 입수하기 위한 것이 주목적일 수도 있다고 생각할 수 있다. 비신 등의 기록을 보더라도 여러 나라의 물물과 통상교역에 대한 사정에 관심을 기울인 것을 보더라도 경제적인 동기가 있음을 알 수 있다.

## 정화 사후 대원정 중단 이유
KBS 공사창립특집 '문명의 기억, 지도 3부 프레스터 존'(2012년 3월 10일 방영)에 따르면, 베이징대학의 리사오총교수와 인터뷰로 당시 명나라인 중국은 자원이 풍부하고 자급자족할 수 있으니, 외부와 물자를 주고 받을 필요가 없다고 했고, 굳이 외국 세력에 문호를 개방하여 이민족의 침입을 이끌 필요가 없었다고 한다. 바다 끝 중국 봉래시 북쪽 1km 떨어진 봉래수성을 견고하게 세워 외부와 왕래를 금지하였다.

## 역사적 평가
이 대원정은 유럽의 대항해시대보다 70년이나 앞선 대원정이자 대항해로 매우 높은 평가를 받았다. 그는 후세에 삼보태감으로 불리며, 사마천 및 채륜 등과 함께 환관의 영웅으로 이야기 되었다. 또 정화가 머물렀던 각지의 항에서도 정화에 대한 평판은 높아 자바와 수마트라, 태국에서는 삼보묘가 건립되어 그에 대한 제사가 치러지기도 한다.
또한 정화 함대는 당초부터 말라카 해협에 건국된 말라카 왕국을 인도양 항해를 위한 근거지로서 중시하여 말라카 국왕을 우대하였다. 그 때문에 말라카 왕국은 정화 함대의 보호에서 성장하여 중국 함대의 항해가 단절된 뒤에도 동서교역의 중계항으로서 번영을 누렸다.

## 픽션
- 미국 마이크로소프트에서 개발한 PC 게임인 에이지 오브 엠파이어 3: 아시아 왕조에서 정화를 모티브로 한 캠페인이 전개되었다.

## 같이 보기
- 공진 (명나라)
- 마환
- 비신 (명나라)
- 삼보동
- 왕경홍
- 정난의 변
- 정화의 대원정(en:Treasure voyages, 정화하서양/鄭和下西洋)
- 중국의 탐험(영어판)

## 참고 문헌
- ルイーズ・リヴァーシーズ、君野隆久訳『中国が海を支配したとき　鄭和とその時代』新書館、1996年。
- 宮崎正勝『鄭和の南海大遠征　永楽帝の世界秩序再編』中公新書、1997年。
- ギャヴィン・メンジーズ 「1421—中国が新大陸を発見した年」ソニーマガジンズ、2003年。